# 贡特斯多夫
贡特斯多夫是奥地利下奥地利州霍拉布伦县的一个市镇。总面积28.41平方公里，总人口1117人，人口密度39.3人/平方公里（2005年）。

## 友好城市
- 德国赫爾博恩 1972年